# Chad Lowe
Charles Davis "Chad" Lowe II (Dayton, 15 de janeiro de 1968) é um ator americano, conhecido por interpretar Jeff em O Rapto (1991) e também atuar em Infidelidade (2004).

## Biografia
Lowe começou sua carreira atuando em sua adolescência. Um papel inicial foi o personagem-título do curta sitcom,Spencer, que ele deixou abruptamente. Mais tarde, ele co-estrelou com Tommy Lee Jones e Robert Urich em 1987 no filme de Abril Morning, que mostrava a batalha de Lexington na Guerra Revolucionária Americana.
Lowe, que é irmão do símbolo sexual dos anos 80, Rob Lowe, ganhou um Emmy por seu retrato do paciente de Aids Jesse McKenna, na série de TV "Life Goes On", em 1993.
Ficou conhecido por interpretar Byron Montgomery (pai de Aria Montgomery) na série Pretty Little Liars.
Foi casado por oito anos até 2006, com a atriz Hilary Swank, não tiveram filhos.
Lowe fez sua estréia como diretor em 2000, com o filme curta-metragem "The Audition". Ele também dirigiu Beautiful Ohio, lançado em 2007

## Filmografia
- Flight 90: Disaster on the Potomac (1984)
- Oxford Blues (1984) (uncredited)
- Spencer (1985) (6 episodios)
- April Morning (1987)
- Apprentice to Murder (1988)
- Nobody's Perfect (1989)
- An Inconvenient Woman (1991)
- Highway to Hell (1992)
- Life Goes On (1991-1993) (35 episodios)
- Snowy River: The McGregor Saga (1995) (2 episodios)
- Driven (1996)
- Melrose Place (1996-1997) (8 episodes)
- ER (1997) (3 episodes) as Henry
- Superman: The Animated Series (1998) (1 episodio)
- Popular (1999) (4 episódios)
- Floating (1999)
- Apartamento 17 (The Apartment Complex) (1999)
- Now and Again (1999-2000) (4 episodios)
- The Wild Thornberries (1999-2000) (2 episodios)
- Take Me Home: The John Denver Story (2000)
- "The Audition" (2000)
- Acceptable Risk (2001)
- Law & Order: Special Victims Unit (2001) (1 episodio)
- Star Trek: Enterprise (2001)
- Unfaithful (2002)
- Hack (2002) (1 episodio)
- The Space Between (2002)
- CSI: Miami (2003) (1 episodio)
- Without a Trace (2004) (1 episodio)
- Fielder's Choice (2004)
- ER (1997, 2005) (4 episódios)
- Medium (2005) (1 episódio)
- 24 (2007) (8 episódios)
- Beautiful Ohio (2007)
- Pretty Little Liars (2010-2017)
- Drop Dead Diva ( "Back From The Dead") (2010)
- Supergirl (2017) (1 episódio)